# رود نرختا
رود نرختا (انگلیسی: Nerekhta) یک رودخانه در استان ولادیمیر کشور روسیه است..